# Nátrium-klorát
A nátrium-klorát a nátrium szervetlen vegyülete, formálisan a klórsavval alkotott sója. Képlete NaClO3. Fehér, higroszkópos, vízben jól oldódó kristályos anyag. Erős oxidálószer, 300 °C hőmérséklet felett – oxigén leadása közben – nátrium-kloridra bomlik. Évente több százmillió tonnát gyártanak, ennek nagy részét a papíriparban használják fel fehérítéséhez.
Szénnel, kénnel, vörösfoszforral, fűrészporral keverve ütés, dörzsölés, gyors hevítés hatására felrobbanhat.
Higroszkópossága miatt a pirotechnikában általában nátrium-nitráttal vagy kálium-kloráttal keverik, illetve helyettesítik, hobbi célból azonban gyakran használják, mivel nátrium-kloridból is előállítható házilag, így hozzáférhetőbb, mint a kálium-klorát.
Régebben gyomirtónak is használták. Európában gyomirtónak való használata tiltva van.
Ha egyéb mezőgazdasági vegyszerekkel, pl. kénnel keveredik, meg kell nedvesíteni, így kizárható a begyulladás és/vagy robbanás.

## Előállítása
Iparilag forró telített nátrium-klorid oldat elektrolízisével állítják elő. Az egyszerűsített bruttó reakció az alábbi:
NaCl(aq) + 3 H2O(l) ⟶ NaClO3(aq) + 3 H2(g)
Előállítható úgy is, ha forró tömény nátrium-hidroxid oldatba elemi klórt vezetnek, majd a kapott terméket kristályosítással tisztítják.
3 Cl2(g) +6 NaOH(aq) ⟶ NaClO3(aq) +5 NaCl(aq) + 3 H2O(l)

## Fordítás
Ez a szócikk részben vagy egészben  a   Sodium chlorate című angol Wikipédia-szócikk ezen változatának fordításán alapul.  Az eredeti cikk szerkesztőit annak laptörténete sorolja fel. Ez a jelzés csupán a megfogalmazás eredetét és a szerzői jogokat jelzi, nem szolgál a cikkben szereplő információk forrásmegjelöléseként.